# Bojan Šaranov
Bojan Šaranov, cyr. Бojaн Шapaнoв (ur. 22 września 1987 we Vršacu) – serbski piłkarz występujący na pozycji bramkarza. Od 2019 zawodnik Fatih Karagümrük.